# Laibach

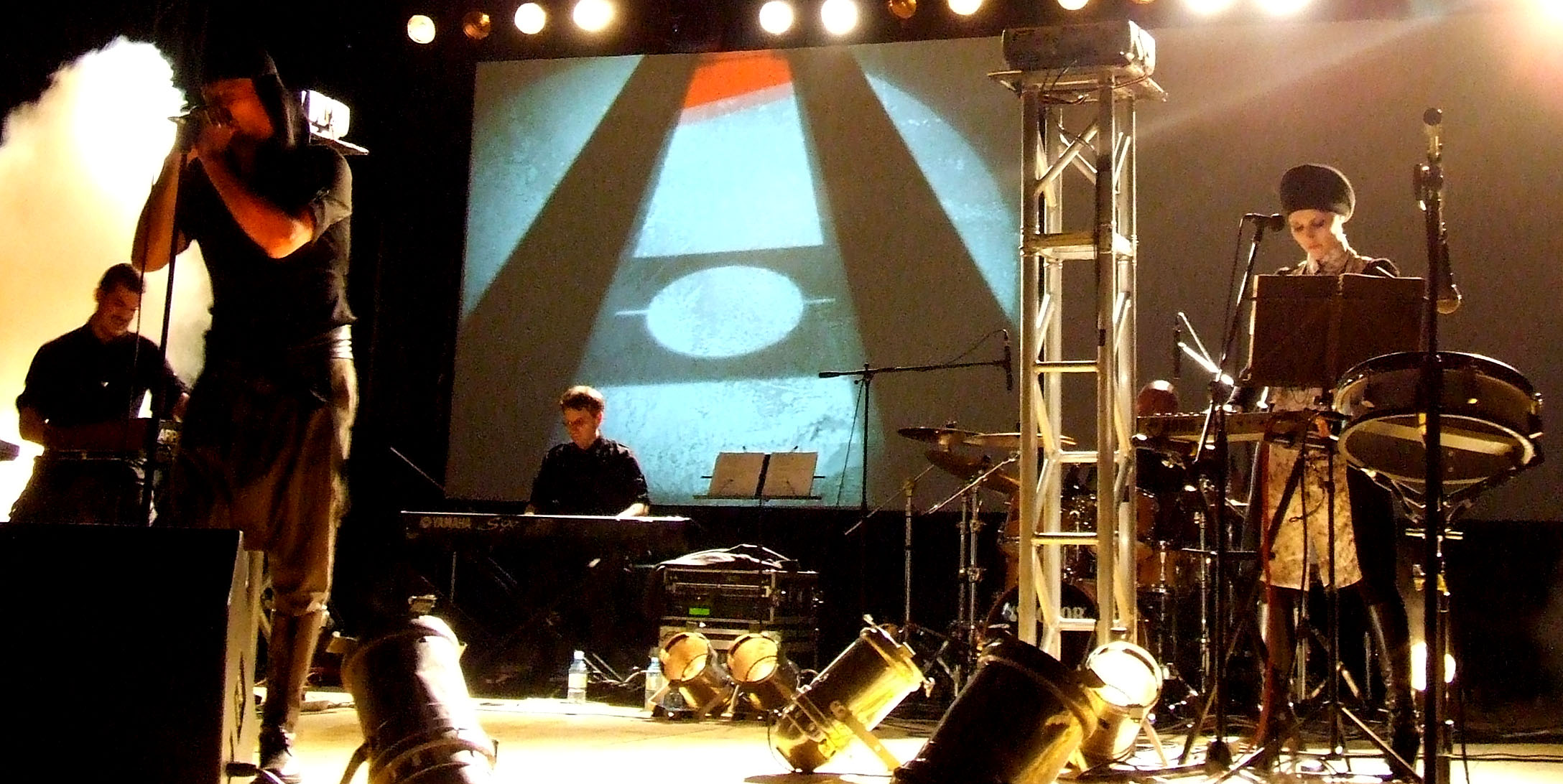
Laibach in Slovenië in juli 2007

Laibach is een Sloveense muziekgroep die werd opgericht op 01 juni 1980 te Trbovlje. De groep maakt deel uit van het kunstenaarscollectief Neue Slowenische Kunst.
Sinds de oprichting in 1980 is Laibach omgeven door controverse. In een stijl die men zelf als 'totalitaire pop art' omschrijft wordt veelvuldig als pastiche gebruikgemaakt van totalitaire elementen, vooral uit het nazisme en het stalinisme en later ook het maoisme en Noord-Koreaanse propaganda. Het geplande podiumdebuut van Laibach in 1980 werd door de Joegoslavische autoriteiten verboden.
In 1982 slaagde de band erin een aantal optredens te geven. Na een interview op de Joegoslavische tv werd de groep definitief in de ban gedaan. Het gebruik van de naam Laibach, de Duitse naam voor de stad Ljubljana, was vanaf dat moment in Joegoslavië verboden.
In 1983 werd een Europese tournee ondernomen. In 1984 volgde een - anoniem - optreden in Ljubljana. In 1985 kwam de eerste elpee uit - waarbij de naam van de groep niet op de hoes vermeld stond.
De internationale doorbraak van Laibach volgde in 1987: op het Britse Mute Records-label kwam het album Opus Dei uit, waarvan vooral de potsierlijke Wagneriaanse covers van Queens One Vision en Life is Life van Opus opvielen.
Een interview in het Nederlandse muziekblad OOR, waarin de groep uitlegde dat volgens de Laibach-ideologie het individu zich volledig aan het collectief dient te onderwerpen, werd afgesloten met de mededeling dat het muziekblad in de toekomst geen aandacht meer zou schenken aan deze vermeende cryptofascisten. De Britse pers was iets luchthartiger over de overduidelijke grappenmakerij van Laibach, al begon de verveling na een eindeloze reeks Laibach-versies van popklassiekers in de loop der jaren toe te slaan. Eind jaren negentig verlegde de groep de aandacht meer en meer naar nevenprojecten.
In 2003 keerde de groep terug met het album WAT, dat grotendeels uit eigen composities bestaat. Tijdens de tournee die met het uitbrengen van het album werd ingezet, wekte de groep de indruk eindelijk eens een graantje mee te willen pikken van het commerciële succes dat Laibach-epigoon Rammstein inmiddels van het Laibach-geluid had gemaakt.
Het in 2006 verschenen Volk is een album met onnavolgbare Laibach-interpretaties van 14 volksliederen, waaronder het Duitse, Britse, Franse en Russische. Het uitgebreide boekje bij de cd geeft van ieder volkslied een korte geschiedenis. Als bron wordt vermeld: Wikipedia.
In 2006 begon Laibach op te treden met "Laibachkunstderfuge", een eigen interpretatie van het werk van Johann Sebastian Bach. In 2008 verscheen hier het album van.
In augustus 2015 gaf Laibach als eerste westerse popgroep een optreden in de Noord-Koreaanse hoofdstad Pyongyang waar ze onder meer Europe's The final countdown, liedjes uit The Sound of Music, Across the Universe van The Beatles en het traditionele Koreaanse liedje Arirang speelden.

## Discografie
- Laibach (1985)
- Rekapitulacija 1980-1984 (1985)
- Neue Konservativ (1985)
- Nova Akropola (1985)
- The Occupied Europe Tour 83-85 (1986)
- Opus Dei (1987)
- Slovenska Akropola (1987)
- Krst Pod Triglavom - Baptism (1987)
- Let it be (1988)
- Macbeth (1990)
- Sympathy for the devil (1990)
- Kapital (1992)
- Ljubljana - Zagreb - Beograd (1993)
- NATO (1994)
- Occupied Europe NATO Tour 1994-95 (1996)
- Jesus Christ Superstars (1996)
- MB December 1984 (1997),
- Laibach 1999 Reissue (1999),
- Nova Akropola Reissue (2002),
- Rekapitulacija Reissue (2002),
- Peel Sessions (2002),
- Neu Konservatiw Reissue (2002),
- WAT (2003)
- Anthems (2004)
- Volk (2006)
- LaibachKunstderFuge (2008)
- Iron Sky - The Original Film Soundtrack (2012)
- An Introduction To (2012)
- Spectre (2014)
- Also Sprach Zarathustra (2017)
- The Sound of Music (2018)
- Bremenmarsch (Live At Schlachthof 12. 10. 1987) (2020)
- Revisited (2020)
- We Forge The Future. Live At Reina Sofía (2021)
- Wir Sind Das Volk (Ein Musical Aus Deutschland) (2022)
- Sketches Of The Red Districts (2023)
- Iron Sky: The Coming Race (2023)